# Tephritoidea
Tephritoidea es una superfamilia de dípteros de distribución mundial con 10 familias. Incluye las siguientes familias:
- Ctenostylidae
- Pallopteridae
- Piophilidae
- Platystomatidae
- Pyrgotidae
- Richardiidae
- Tephritidae — moscas de las frutas
- Ulidiidae (Otitidae)

La subfamilia Tachiniscinae, antes en la familia Tachiniscidae, está ahora incluida en la familia Tephritidae.

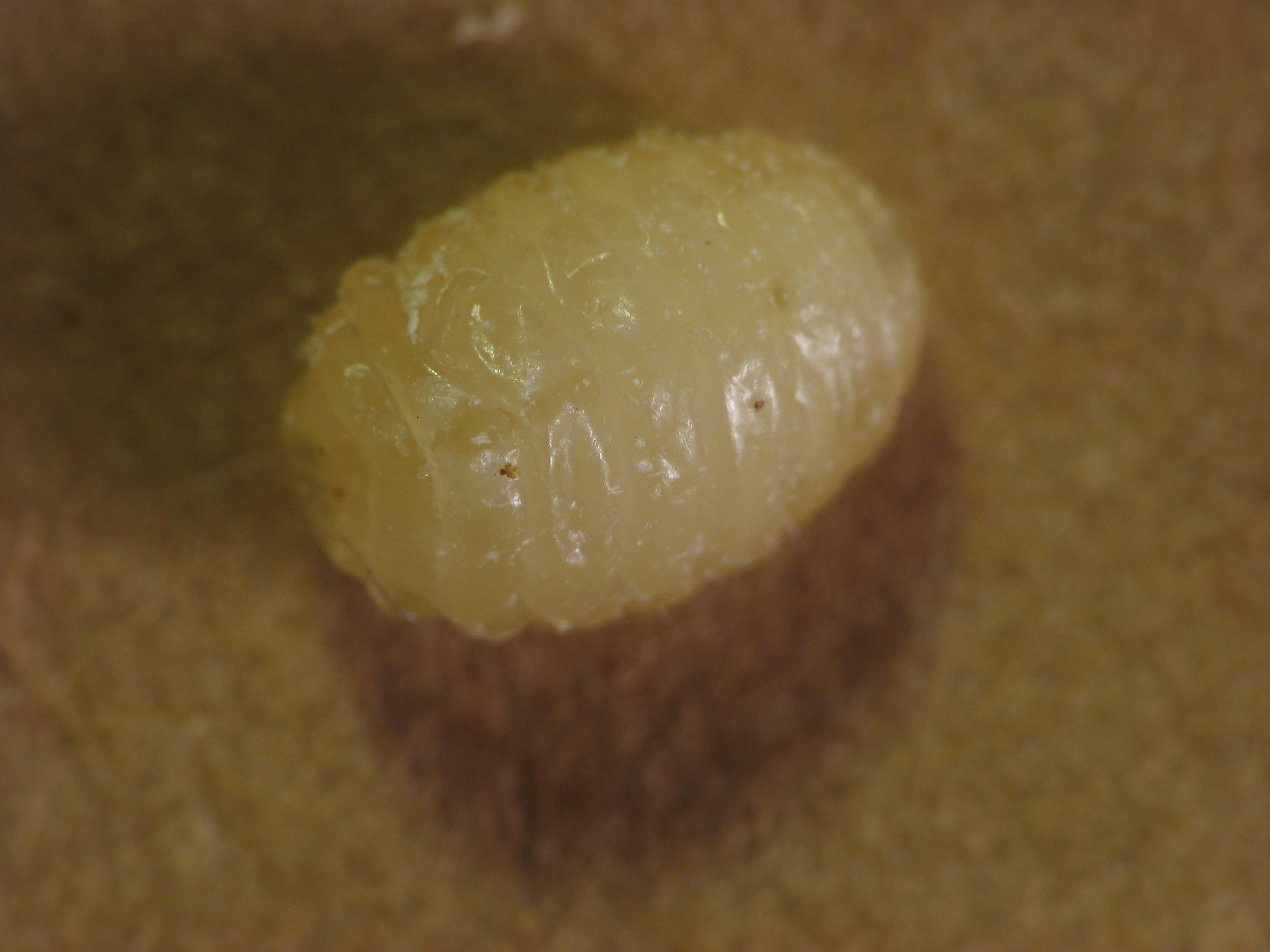
Larva de Eurosta solidaginis, (Tephritidae) en su agalla en Solidago.